# 龙津镇 (清流县)
龙津镇是中国福建省三明市清流县下辖的一个镇。

## 历史沿革
2006年，撤销东华乡并入龙津镇。

## 行政区划
龙津镇共辖4个居委会和14个行政村，分别是：
渔沧居委会、长兴居委会、凤翔居委会、翠园居委会、城东村、城南村、蔬菜村、大路口村、横溪村、严坊村、南岐村、桥下村、供坊村、俞坊村、下窠村、拔里村、基头村、暖水村。